# Focus & Kalkhoff Holding
Die Focus & Kalkhoff Holding GmbH (Eigenschreibweise: FOCUS & Kalkhoff) ist der größte deutsche Fahrradhersteller mit Sitz in Emstek. Er gehört seit 2012 gehört zum niederländischen Pon-Konzern, der unter anderen die Marke Gazelle besitzt. Das Unternehmen vetreibt Räder der Marken Kalkhoff, Focus, Raleigh Deutschland, Univega und Cervélo.
Bis Juli 2022 firmierte die Gesellschaft als Derby Cycle Holding GmbH mit Sitz in Cloppenburg und war von 2011 bis 2012 im Prime Standard des regulierten Marktes der Frankfurter Wertpapierbörse gelistet. Die Börsennotierung wurde im Januar 2013 aufgrund einer Übertragung der Minderheitsanteile auf den niederländischen Hauptaktionär Pon Holdings eingestellt.

## Geschichte
Das Unternehmen entstand aus dem 1919 von Heinrich Kalkhoff gegründeten Cloppenburger Fahrradhersteller Kalkhoff. Im Jahr 1988 übernahm das Unternehmen Derby Cycle Werke GmbH des internationalen Derby-Konzerns Kalkhoff. Seit 1992 firmierte das Unternehmen unter dem Namen Derby Holding (Deutschland) GmbH. Im Jahr 1997 übernahm Derby Cycle Winora-Staiger. Winora wurde 2002 An Accell verkauft.
2002 wurde Mathias Seidler Geschäftsführer. Im November 2007 übernahm Derby Cycle die insolventen Kynast-Werke in Quakenbrück (siehe Otto Kynast).
Nach erfolgreicher Restrukturierung durch die Frankfurter Beteiligungsgesellschaft Finatem ging das Unternehmen am 4. Februar 2011 an die Börse. Ende 2011 startete die niederländische Accell Group erfolglos einen Übernahmeversuch. 
Derby Cycle wurde 2012 von der niederländischen Gruppe Pon Holdings (siehe auch Ben Pon senior und Ben Pon junior) übernommen. Der Pon Holdings gehören außerdem die Fahrradmarken Gazelle, Union, Cervélo (Kanada) und Santa Cruz (USA); der deutsche Vertrieb läuft über Cervélo Europe.
Im August 2013 gab der damalige Geschäftsführer und Vorstandsvorsitzende Mathias Seidler nach fast 14 Jahren im Amt die Führung des Unternehmens an Thomas Raith ab. 2019 gab es erstmals eine Hausmesse. Im Juli 2022 firmierte die Derby Holding GmbH um in FOCUS & Kalkhoff Holding GmbH und verlegte den Sitz von Cloppenburg nach Emstek (beide im Landkreis Cloppenburg). Laut dem Unternehmen sollte mit der Umfirmierung an die Produktion von Kalkhoff-Fahrrädern angeknüpft und gleichzeitig mit Focus eine weitere Kernmarken gestärkt werden.

## Standorte
Das Unternehmen hat im Sommer 2016 ein neues Zentrallager im Gewerbe- und Industriepark Ecopark in Emstek-Drantum in Betrieb genommen, das Platz für bis zu 150.000 Fahrräder und E-Bikes bietet und täglich bis zu 4000 Fahrräder ausliefern kann.
Die Marke Focus sitzt weiterhin in Stuttgart.

## Marken
Folgende Marken werden unter dem Dach der Holding produziert:
- Kalkhoff, Premiummarke für Komforträder und E-Bikes[13]
- Focus, Premiummarke für Rennräder und Mountainbikes
- Rixe, City- und Trekkingräder für die ZEG (eingestellt)
- Raleigh Deutschland
- Univega
- Cervélo

Außerdem gehören lease-a-bike und protect-a-bike zum Konzern.